# Sprühflutanlage
Eine Sprühflutanlage (auch Sprühwasserlöschanlage) ist baurechtlich u. a. für Großbühnen vorgeschrieben. Im Unterschied zu einer Sprinkleranlage sind die Leitungen nicht permanent mit Wasser gefüllt, ebenso gibt es keine Glasfässchen oder Schmelzlote, die den Wasseraustritt aufhalten. Deshalb wird eine Sprühwasserlöschanlage (auch "Regenanlage" genannt) immer "ausgelöst". Dies geschieht entweder manuell über bspw. Druckknopftaster oder automatisch über automatische Brandmelder (i. d. R. Kenngröße Rauch und/oder Wärme). Eine Sprinkleranlage wirkt punktuell, die Sprühwasserlöschanlage jedoch flächig in Bereichen, in denen mit rascher Brandausbreitung zu rechnen ist, da immer mehrere Löschdüsen zu Löschbereichen ("Gassen") zusammengefasst sind. Bei Auslösung einer Sprinkleranlage löst dagegen immer nur der Sprinklerkopf aus, der thermisch beaufschlagt wird.
Die Musterversammlungsstättenverordnung 2005 bzw. die VStättVen der Länder fordern zwei unabhängige manuelle Auslösestellen für die Löschanlage, wovon eine Bedienstelle am Platz der Brandsicherheitswache angebracht sein muss.